# منتخب اليونان لكأس فيد
منتخب اليونان لكأس فيد هو ممثل اليونان الرسمي في كرة المضرب في كأس فيد.